# 호스틸리아누스

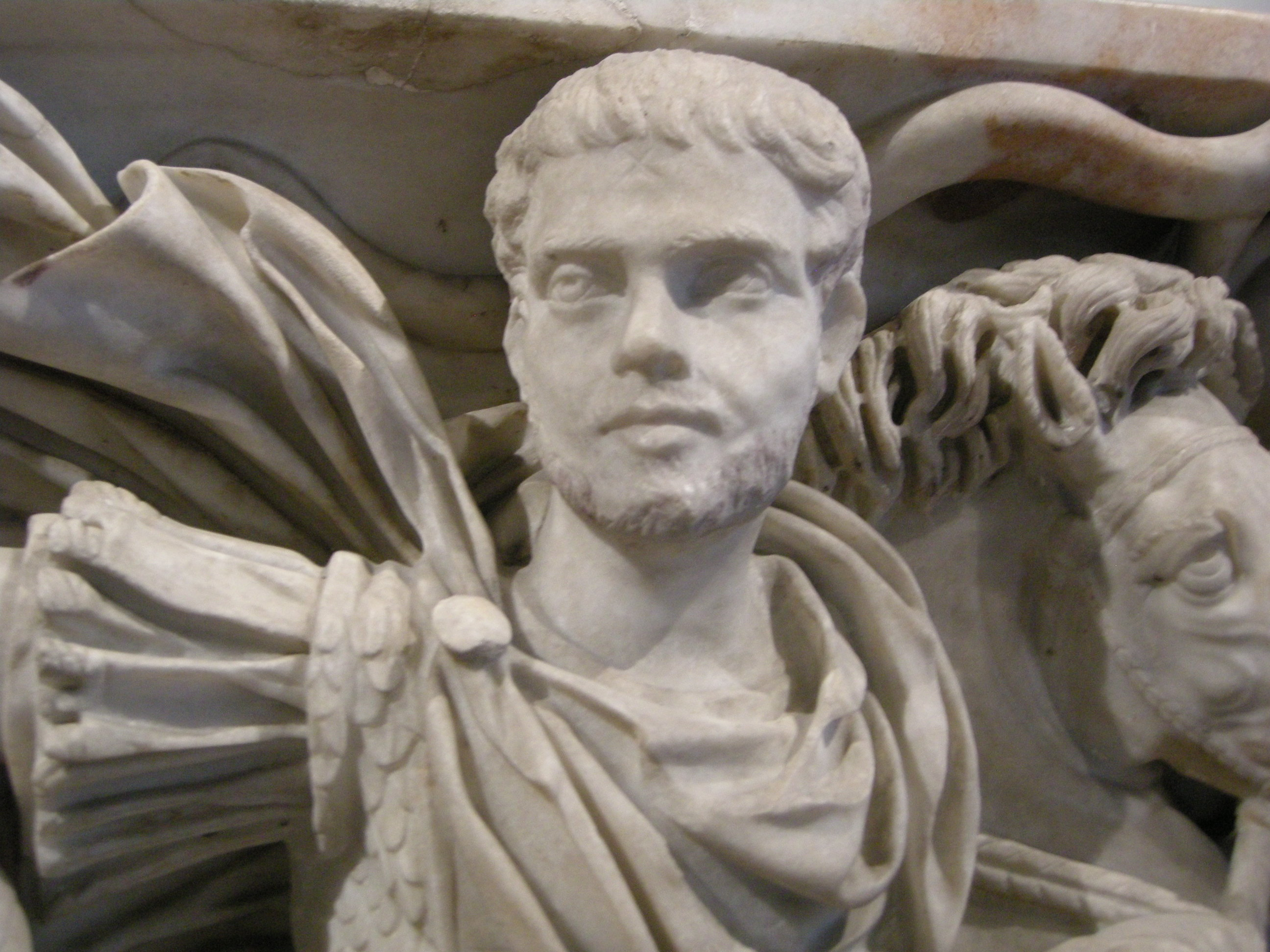

호스틸리아누스(라틴어: Gaius Valens Hostilianus Messius Quintus, ? ~ 251년)는 251년에 짧게나마 통치 기간을 가졌던 로마 황제이다. 데키우스와 헤레니아 에트루킬라의 사이에서 태어났으나 정확한 출생일은 미상이다. 250년, 아버지 데키우스에 의해 카이사르로 승급되었다.
251년 데키우스와 그의 형 헤렌니우스 에트루스쿠스가 고트족의 매복 공격인 아비리투스 전투에서 전사한 후, 트레보니아누스 갈루스는 군단들에 의해 황제로 추대되었다. 거의 즉시 트레보니아누스는 호스틸리아누스를 공동 황제로, 그의 아들 볼루시아누스를 카이사르로 승격시켰다. 호스틸리아누스는 전염병으로 죽거나, 트레보니아누스 갈루스에 의해 살해당했다.
호스틸리아누스의 사망에 관해서는 논란이 있다. 251년 7월에 사망한 것으로 대체로 간주되지만 일부는 11월로 언급되기도 한다. 그러나 동시대의 여러 출처에 따르면 8월 이전, 7월로 추정한다.